# Hans Baumann
Pour les articles homonymes, voir Baumann.
Hans Baumann, né le 22 avril 1914 à Amberg et mort le 7 novembre 1988 à Murnau, a été, pendant la période du Troisième Reich, poète et compositeur de chansons de route et de chansons des Jeunesses hitlériennes. Après 1945, il connaît un grand succès auprès des enfants et adolescents.

## Biographie
Baumann est le fils d'un soldat professionnel. Il est éduqué dans un établissement de formation des enseignants, qui est aujourd'hui le Max-Reger-Gymnasium d'Amberg, et passe le baccalauréat en 1933. Membre d'une association de jeunesse catholique puis, plus tard, de la Jeunesse hitlérienne, il est remarqué pendant une retraite religieuse en 1932 lorsqu'il interprète quelques chansons de sa composition (notamment Es zittern die morschen Knochen, qui devint en 1935 l'hymne du Deutsche Arbeitsfront). Le père jésuite qui dirige la retraite fait imprimer les chansons de Baumann en 1933.
En 1933, Baumann adhère au NSDAP. Il devient guide conférencier auprès de la jeunesse. En 1934, il est nommé instituteur à Furth im Wald, en Bavière, puis à partir d'avril à Berlin. Il travaille activement en tant que journaliste et écrivain avec la Reichsjugendführung, organisme chargé de l'endoctrinement de la jeunesse allemande à partir de l'arrivée au pouvoir d'Hitler ; en 1935 il travaille à la section « amateurs de jeu » et ensuite, comme conseiller pour les relations culturelles entre l'Allemagne et l'étranger.
En 1935 et 1936, il sert auprès de la Wehrmacht, puis commence ses études tout en écrivant pour la direction de la Jeunesse hitlérienne. De 1939 à 1945, il est engagé à nouveau dans la Wehrmacht et est chef de compagnie, il sert généralement dans la compagnie de propagande (unité de la Wehrmacht chargée d'endoctriner les soldats) no 501 sur le front de l'Est.
En octobre 1941, lors des rencontres des poètes de Weimar, Goebbels organise une présentation de Von den Bewährungen des Dichters (De la liberté du poète), écrit par Baumann. La même année, il reçoit le prix Dietrich-Eckart pour son engagement dans le national-socialisme.
En 1945, il rentre et est fait prisonnier de guerre à Langres. Il y découvre la littérature américaine, apprend le russe ainsi que quelques métiers, dont la sculpture sur bois.
Après la guerre, il se remet à écrire et à traduire activement. Dans les années 1950 et 1960, il est un auteur à succès de littérature pour la jeunesse, puis dans les années 1970 et 1980, il se tourne vers la révision d'ancestrales légendes allemandes, classiques, destinées aux enfants.
Il compose également des chansons adaptées de poèmes pour enfants.
Il meurt le 7 novembre 1988 à Murnau.

## Idées
Dès ses premiers poèmes, Baumann exalte l'obéissance du soldat, la camaraderie au front et l'honneur de la mort pour la patrie. Le devoir de respect envers les paysans, les ouvriers et la mère, selon lui les bases de la société, constitue une grande partie de ses idées et en font un des principaux poètes national-socialistes.
Cependant, après la guerre, il mit l'accent sur les récits paraboliques d'événements historiques et la confrontation de ses personnages principaux avec la tentation, la séduction et la destruction à travers le pouvoir et le charisme de personnes réelles, comme dans Ich zog mit Hannibal. Ainsi, il fit son autocritique quant à ses activités pendant le Troisième Reich, toujours contestées.

## Auteur-compositeur pour le régime nazi
Baumann a écrit et composé des chansons pour les Jeunesses hitlériennes et les Bund Deutscher Mädel, comme Es zittern die morschen Knochen ou Hohe Nacht der klaren Sterne. Il prend ses distances de cette activité après la Seconde Guerre mondiale.

## Œuvre
Romans pour la jeunesse
- Le Mystère des grottes oubliées, 1953.
- Le Cirque est là, dessins d'Irene Schreiber, Collection du Carrousel no 18, éd. Dupuis, 1968
- Rhinoco le rhinocéros entêté, 1977, dessins de Reiner Stolte
- J'ai bien connu Icare
- Le Pont du bonheur
- L'Enfant qui parlait aux oiseaux
- La Barque des frères
- Le Fils de Colomb
- Le Fils des steppes
- Jambes-Rouges l'apprenti pirate

## Source
- (de) Cet article est partiellement ou en totalité issu de l’article de Wikipédia en allemand intitulé « Hans Baumann » (voir la liste des auteurs).